# Херстхаус, Розалинд
Мэри Розалинд Херстхаус (родилась 10 ноября 1943 года) — новозеландский философ, уроженка Великобритании, почётный профессор философии Оклендского университета.

## Биография
Херстхаус родилась в 1943 году в Бристоль, Англия. Детство её прошло в Новой Зеландии. Её тетя изучала философию и Розалинд, будучи 17-летней девушкой, увлеклась этой наукой, а на следующий год поступила в Университет. После она много лет преподавала в Открытом университете Великобритании. В период с 2002 по 2005 год она возглавляла факультет философии Оклендского Университета. Она написала большой объём работ по философии за годы своей работы, но на международную сцену философии Херстхаус впервые вышла в начале 90-х годов, написав три статьи: «Arational Actions», «Virtue Theory and Abortion» и «After Hume’s Justice».
Херстхаус, наставниками которой были Элизабет Энском и Филиппа Фут, более всего известна, как специалист по этике добродетели. Работа Херстхаус внесла значительный вклад в историю философии, особенно в этику Аристотеля, которому она посвятила несколько трудов. Она также посвятила этики добродетели свои книги «Beginning Lives» и «Ethics, Humans, and Other Animals».
В 2016 году Херстхаус была избрана членом Королевского общества Новой Зеландии.